# Jaromír Nohavica

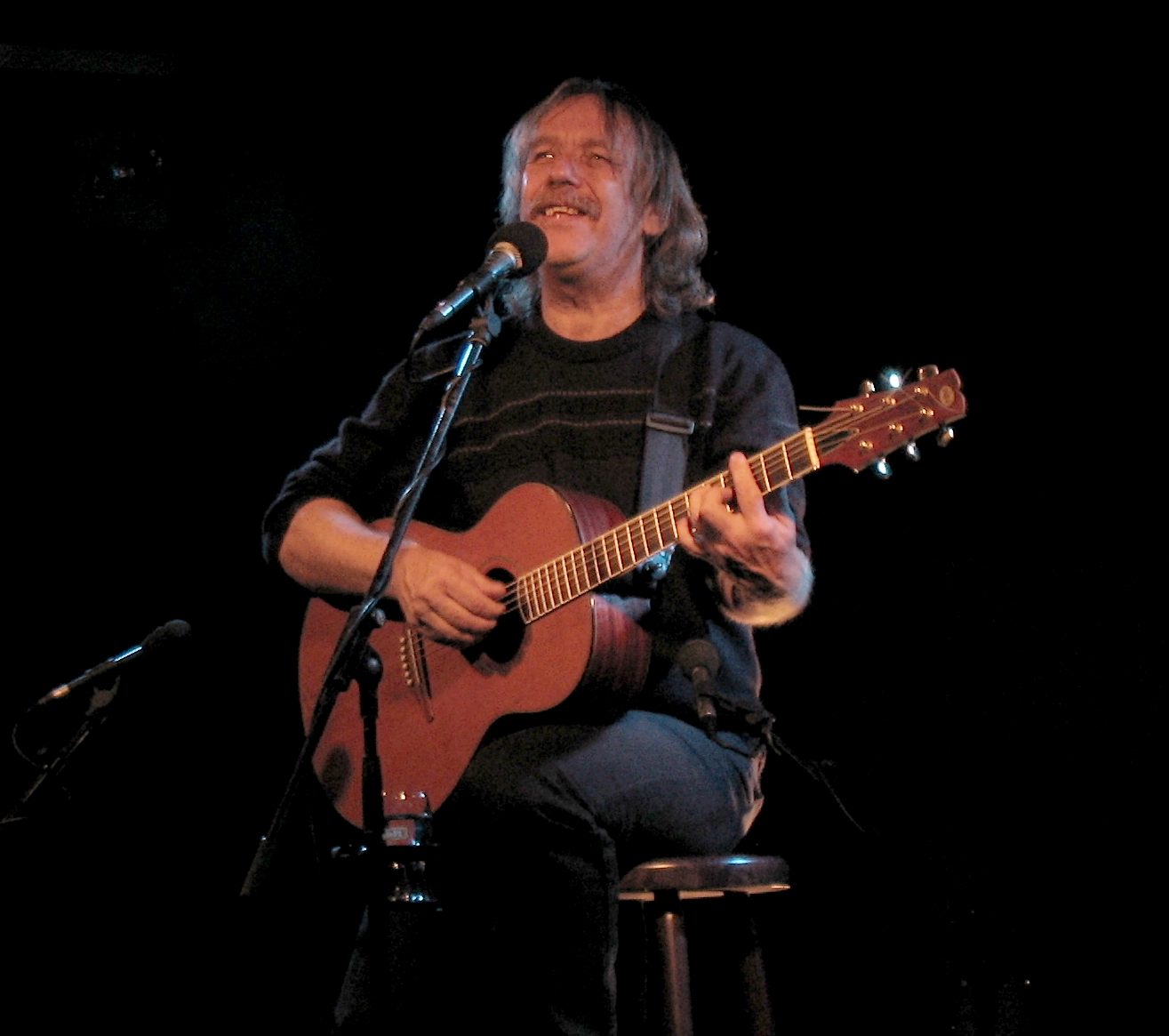
Jaromír Nohavica (2004)

Jaromír Nohavica (* 7. června 1953 Ostrava) je český folkový písničkář, textař, libretista, osobitý zpěvák, skladatel a kytarista. Hraje také na heligonku.

## Život
Pochází z Ostravy. První píseň napsal již v osmi letech. Na kytaru hraje od svých třinácti let, přičemž původně jeho otec chtěl, aby hrál na housle, k těm ale nepřilnul. Sám se však navíc naučil hrát na několik hudebních nástrojů. V letech 1978–1981 dálkově studoval na Střední knihovnické škole v Brně. Začal také studovat na Vysoké škole báňské, ale studia přerušil, vystřídal několik zaměstnání, načež raději zůstal volným textařem. V tomto oboru se proslavil textem Lásko, voníš deštěm pro Marii Rottrovou (She’s Gone od Black Sabbath), ale psal také například pro Věru Špinarovou atd. 
Veřejně začal vystupovat v roce 1982. V osmdesátých letech se o něj zajímalo publikum, tajná policie i exilový magazín Svědectví. S ideologickými problémy při organizování koncertů se setkal v letech 1984+, 1987+ a 2022.
Vystupoval samostatně, případně s doprovodem či kapelou. Spolupracoval s méně významnými regionálními kapelami, ale také například se skupinou Čechomor. 
Jako herec ztvárnil roku 2002 hlavní roli „Jarka Nohavici“ ve filmu Petra Zelenky Rok ďábla. Za hudbu k tomuto filmu dostal spolu s Čechomorem a Karlem Holasem Českého lva za nejlepší hudbu.
Postupně se stal jedním z nejpopulárnějších zpěváků a v roce 2004 získal i některá ocenění. Časopis Rock & Pop vyhodnotil jako nejlepší české hudební album od roku 1989 jeho Divné století. Akademie populární hudby jej zařadila při vyhlašování výsledků ceny Anděl 2003 do Síně slávy a byl nominován ve dvou dalších kategoriích. V cenách Anděl 2009 vyhrál v kategorii nejprodávanější album a v Anděl 2010 se stal zpěvákem dvacetiletí. Populární jsou jeho živá vystoupení („Palte a kopírujte, živý koncert nevypálíte a nezkopírujete“). V dubnu 2009 třikrát vyprodal pražskou Lucernu. Byl prvním českým interpretem, který O2 arenu, jednu z největších multifunkčních hal v Evropě, vyprodal dvakrát za sebou (2013). V roce 2017 vystoupil v pražské O2 areně (Hanba sláva, 2017).
Narodil se a bydlí v Ostravě (Ostravo, 2003, Ostravian Pie, 2008), v letech 1978–1999 žil v Českém Těšíně (Dokud se zpívá, 1984, Těšínská, 1994). Má ženu Martinu a dvě děti (Ukolébavka, 1985) – dceru Lenku (Pro malou Lenku, 1984) a syna Jakuba (O Jakubovi, 1982). Podle Nohavici je pro každého důležité najít své indiánské jméno. Když ho člověk najde, tak ví, kdo je, proč tady je a kam jde. Jeho jméno není moc, ale není to ani málo: Ten, který skládá a zpívá písně.
Je velkým fanouškem fotbalového klubu FC Baník Ostrava (Fotbal, 1984, Mám jizvu na rtu, 2008, Bazaly, 2011), nazpíval také klubovou hymnu Baníčku, my jsme s tebou. V roce 2012 se stal honorárním členem občanského sdružení Baník Baníku. Jako každý kluk hrával na plácku fotbal (Tři rohy penalta, 2017); později ragby (za starší žáky a dorostence, Ragby, 1983). V roce 1997 získal titul mistra republiky ve stolní hře scrabble (Jak Huňáč a Fuňáč pořádali olympiádu, 2006). Věnuje se sběratelství dětských her nebo starých zpěvníků z celého světa; část sbírky zpěvníků byla v roce 2007 vystavena v Ostravském muzeu, od začátku února do 10. dubna. 
Jeho literárním oblíbencem je například Bohumil Hrabal či Jiří Suchý.

### Spolupráce s fanoušky po internetu
Jako hlavní komunikační médium pro kontakt se svými fanoušky využívá internet. Na svém webu zveřejnil volně ke stažení MP3 album Pražská pálená a stejně tak i na sklonku roku 2006 mini CD Od Jarka pod stromeček. Pravidelně na svém webu zveřejňoval každé pondělí jednu píseň popsanou dobovými audio- a videoukázkami, fotografiemi a zejména komentářem mapujícím na pozadí dobových souvislostí celou svou tvorbu. Časem se však tato činnost stala pouze příležitostnou. Dlouhodobý a jedinečný projekt nese název Archiv pod lupou. V roce 2010 vydal a přes internet distribuoval DVD z benefičního adventního koncertu, použil protokol BitTorrent. Na tři série krátkých zhudebněných fejetonů z let 2009–2012 navázaly Virtuálky 2022, sedmnáct „popěvků jen tak."

## Dílo

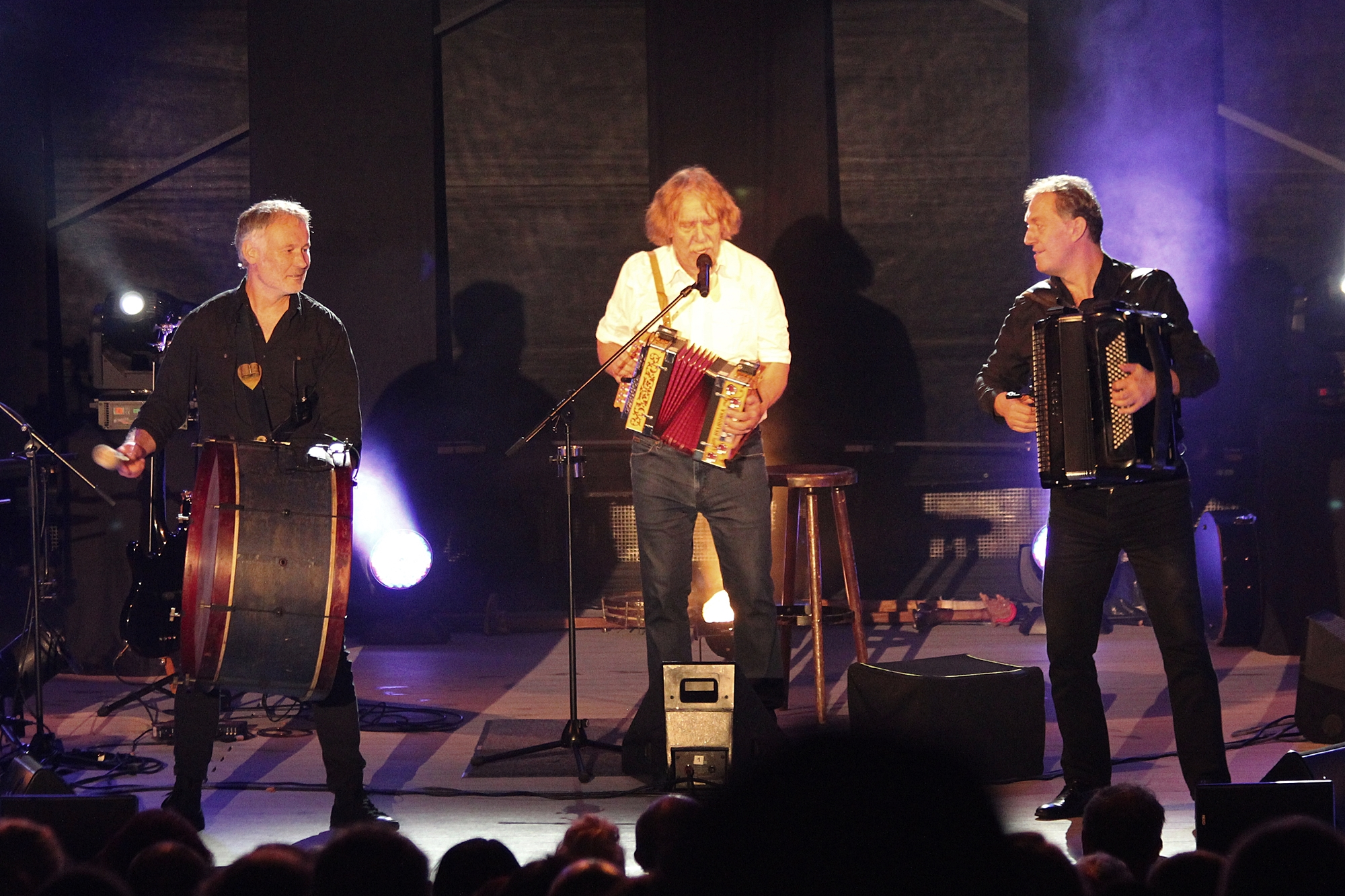
Jaromír Nohavica, akordeonista Robert Kusmierski a bubeník Pavel Plánka, koncert Poruba, 2019

Zpívá především vlastní písně, také však překlady písní ruských autorů Vladimira Vysockého nebo Bulata Okudžavy – sám se mnohokrát zmínil o svém tíhnutí k ruským inspiracím. Zhudebnil a nazpíval některé básně ze Slezských písní Petra Bezruče, roku 1982 zhudebnil báseň Dezertér ze sbírky Jiřího Šotoly Za život. Jeho písně jsou do značné míry oblíbené díky tomu, že zpívá o obyčejném životě a o člověku, jsou lyrickoepické, často však i ironizující. Nohavica ve své tvorbě používá spisovného jazyka, obecné mluvy i nářečí z Ostravska a okolí Těšína.

### Diskografie

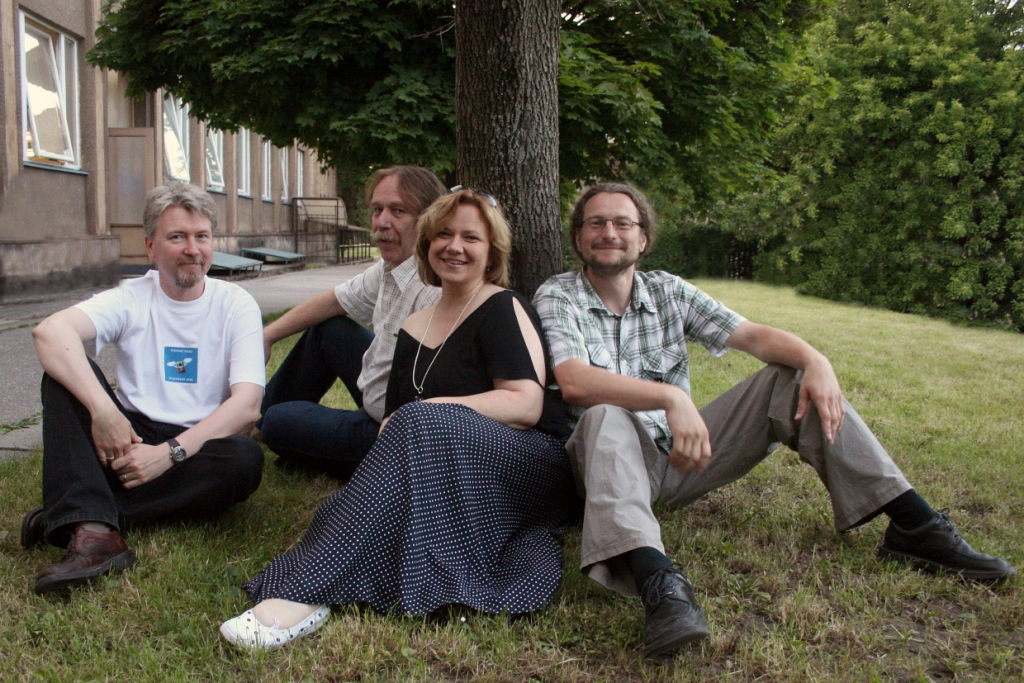
Těšínské niebo: Radovan Lipus, Jaromír Nohavica, Renata Putzlacher-Buchtová a Tomáš Kočko (2007)

Alba
| Rok  | Studiová                   | Koncertní                                           | Kompilace, (reedice) | Spoluúčasti                               |
| 1985 |                            | Cesty (5) EP                                        |                      |                                           |
| 1988 |                            | Darmoděj LP; Písně pro V. V. 2EP                    |                      |                                           |
| 1989 |                            | Osmá barva duhy MC                                  |                      | Folkové Vánoce MC, LP                     |
| 1990 |                            | V tom roce pitomém                                  |                      | Folkfórum – spolu…                        |
| 1991 |                            |                                                     |                      | Morava '91; Folkový kolotoč I.            |
| 1992 |                            |                                                     |                      | Šťastné a veselé…                         |
| 1993 | Mikymauzoleum              |                                                     |                      | Česká mše vánoční; Vita '93               |
| 1994 |                            | Tři čuníci                                          | (Osmá barva duhy CD) |                                           |
| 1995 | Darmoděj a další           |                                                     |                      |                                           |
| 1996 | Divné století              |                                                     |                      | Hudba bez bariér; Králíci, ptáci a hvězdy |
| 1998 |                            | Koncert – s Kapelou                                 | (3× Jarek Nohavica)  | Pavlína Jíšová; Neřež                     |
| 1999 |                            |                                                     |                      | Sloni v porcelánu I.                      |
| 2000 | Moje smutné srdce          |                                                     |                      |                                           |
| 2002 |                            |                                                     |                      | Sešli se I.; Rok ďábla (Soundtrack)       |
| 2003 | Babylon                    |                                                     |                      | Romeo a Julie                             |
| 2004 |                            |                                                     |                      | Těšínské niebo                            |
| 2005 |                            |                                                     |                      | Havěť všelijaká                           |
| 2006 |                            | Pražská pálená; Doma CD+DVD; Od Jarka pod stromeček |                      | Strážce plamene                           |
| 2007 |                            |                                                     | (Box 4 CD)           | 50 miniatur                               |
| 2008 |                            | Ikarus; Z pódia DVD                                 |                      | 20ers                                     |
| 2009 | Virtuálky                  | V Lucerně CD+DVD, BD                                | (Platinová kolekce)  | Moravský folk v Lucerně                   |
| 2010 | Virtuálky 2                |                                                     |                      | Mlýnské kolo v srdci mém                  |
| 2011 |                            | Adventní koncert DVD                                |                      | Tante Cose Da Veder                       |
| 2012 | Virtuálky 3; Tak mě tu máš | Koncerty 1982 a 1984; Půlnoční trolejbus DVD        |                      | Inzerát                                   |
| 2013 |                            |                                                     | Tenkrát; Kometa      |                                           |
| 2014 |                            | Jarek Nohavica a přátelé                            |                      | Příběhy písní                             |
| 2015 |                            |                                                     |                      | Miláček žen a vetešníků                   |
| 2016 |                            |                                                     |                      | Muzzikanti (Soundtrack)                   |
| 2017 | Poruba                     |                                                     |                      |                                           |
| 2018 |                            | V Gongu                                             |                      |                                           |
| 2020 | Máma mi na krk dala klíč   |                                                     |                      | Folk Swings CD                            |
| 2023 |                            |                                                     |                      | Šťastný/Žáček                             |

Výběry (výběr)
- Folk & country hity 1998[97] (Až To Se Mnu Sekne)[98]
- Nejhezčí folkové písničky, 1998[99] (Kometa,[100] Až To Se Mnu Sekne)[98]
- Barvy českého folku, 1999[101] (Petěrburg,[102] Těšínská,[103] Až To Se Mnu Sekne,[98] Zatanči,[104] Mikymauz)[105]
- Nejhezčí folkové písničky 2, 1999[106] (Cukrářská bossanova,[107] Ženy)[108]
- Hitparáda 90. let, 2005[109] (Jdou po mě, jdou)[110]
- Písně sametové revoluce, 2015[111] (Když mě brali za vojáka, 1982)[112]

Ke konci roku 2023 uváděl digitální servis Supraphonu celkem 143 alb, z toho 23 stěžejních.

### Filmy
Hrané filmy
- Všední ráno, všední den (televizní film), 1988 nebo 1989[114][115] (píseň Husita)[116]
- Zvláštní bytosti, 1990[117] (píseň Mávátka)[118]
- Rok ďábla, 2002[119][120] (Nohavica)
- Isabel, 2013[121][122] (štamgast)
- Muzzikanti, 2017[123][124][125] (Nohavica, píseň Sedni a pevně se chyť,[126][127][128] duet s Peterem Cmorikem Kříž svůj neseme)[129][130]
- Moje wspaniale zycie, 2021[131] (barman; úryvek z písně Přítel, 1985)[132]

Dokumentární filmy
- Koncert Jaromíra Nohavici, 1990
- Darmoděj, 1991
- Šťastné a veselé, 1992
- Bílá místa, 1993
- Kdo je kdo - Jarek Nohavica, 1994
- Sešli se, 1994
- Vzpomínka na Karla Kryla, 1995[133] — záznam koncertu na nádvoří hradu Helfštýna[134] 2. září 1995[134] obsahuje tucet písní[133] Karla Kryla,[135] ČT[136][137][138]
- Jak se žije zpěvnému svědomí národa, 1996
- Divné století, 1996
- Jaromir Nohavica i Karel Plihal, 2000 – Polsko
- Bulat Okudžava - Věčná píseň, 2004
- Ahoj, Ostravo!, 2004 – záznam koncertu
- Básníci Live, 2005
- Poprvé, aneb střípky ze života J. N., 2005
- Jarek a Amadeus, 2006
- Strážce plamene v obrazech, 2007
- ČT Live,[139] 2008 – sestřih z ostravských koncertů 28. a 29. června 2006 pro CD+DVD Doma, úvodní slovo Jiří Černý, vysíláno 29. 3. 2009 na ČT2 (Kometa,[140] Babylon,[141] Ostravo,[142] …)
- 20ers - Making Of…, 2008[143] (Já tam byl s Pio Squad)
- Zašlapané projekty, 2009 – Nohavica jako jeden z řečníků v díle o Folkovém kolotoči (10. září 2009)
- Ahoj, Marie! (2011)[144][145] a Díky, Marie! (2012);[146] hudebně dokumentární film[147] z koncertu 5. prosince 2011 v ostravské ČEZ Aréně[148] k sedmdesátinám Marie Rottrové a k ukončení její aktivní pěvecké kariéry.[149]
- Šedá zóna, 2013 – Generační zpověď režiséra a muzikanta Vladimíra Merty; dokumentární minisérie, tři epizody.[150][151][152][153][154]
  1. epizoda[155] (Cukrářská bossanova,[107] Když mě brali za vojáka)[112]
  2. epizoda[156] (Já si to pamatuju,[157] Já chci poezii)[158]
  3. epizoda[159] (Osmá barva duhy)[160]
- Jarek v Moskvě, 2014 – Hudební dokument o moskevských koncertech (říjen 2013) a toulkách Jaromíra Nohavici po stopách jeho učitelů – Bulata Okudžavy a Vladimíra Vysockého.[54][161][162] (1. dubna 2014)
- Písně českých básníků (seriál),[163] 2021 – Pro čtvrtou epizodu[164][165] o Petru Bezručovi byly využity dvě z básní, které Nohavica zhudebnil (Kdo na moje místo?,[166][167] Pyšný Janek[168][169]); obě jsou záznamem z filmu Rok ďábla).
- Jarek, 2025[170]

Dokumentární filmy Poprvé, aneb střípky ze života J. N. a Jarek a Amadeus vyšly 14. května 2009 na DVD Rodinné stříbro I. (Indies Happy Trails).
Televizní a rozhlasové pořady
- Divadélko pod věží, 1982[171][172] (Láska je jak kafemlýnek, 1978)[173]
- Divadélko pod věží, 1983[171][174] (Dialog u televizoru, Vysockij+Dvořák;[175] Píseň o ženách, 1982);[176] Z Divadélka pod věží, 1997 (17.11.2022 ČT3)[177]
- Studio B,[178] 1990[179] – koncert v televizním studiu (Na jedné lodi plujem,[180] Hrdina nebo dezertér,[181] Dopisy bez podpisu,[182] …)
- Studio B–live, 1993[183][184] – koncert v televizním studiu (Panoptikum lásek a hrůz,[185] Never more,[186] Zajíci,[187] …)
- Svou káru táhnem dál, 1997[188][189] (Jaromír Nohavica a Kapela)
- Na plovárně, 2000[190] (41. díl,[191] jehož záznam na webu ČT nedostupný,[192] byl vydán na kompilačním CD Na plovárně III, 2001)[193][194]
- Mississippi Queen z Pohořelic,[195][196] 2006 (postava Coleman), píseň Spadla lampa[197] (mexický tradicionál La Mamba s textem Marka Dohnala)
- Minišou Karla Šípa, 2021[198]
- Tváře folku, 2021[199]
- Kupředu do minulosti, 2022[200]
- Všechnopárty, 2023[201]

### Knihy
- Poslední mejdan: Kecy, Kroměříž : K.B.K.P., 1992, 163 s., rozhovory Zdeňka Zapletala s Jarkem Nohavicou, ISBN 80-901209-1-1.

Zpěvníky
- Jarek Nohavica komplet. Cheb : G + W, 2005, 259 s., ISMN M–706509–59–4 / 2006, 264 s., ISBN 979-07-0650-959-4.
- Chtěl jsem jí zazpívat. Praha : Torst, 2010. 248 s., ISBN 978-80-7215-399-2.
- Komplet 2. Cheb : G + W, 2013, 132 s., ISBN 979-07-0650-985-3.

### Divadlo
Vedle písničkářské tvorby přeložil libreta některých Mozartových oper do češtiny. V roce 2006 obdržel za český překlad libreta Cosi fan tutte Cenu Sazky a Divadelních novin. V roce 2007 přeložil operu Don Giovanni.
Přebásnění operních libret
- Vampýr (Heinrich Marschner — Wilhelm August Wohlbrück)[204]
- Cosi fan tutte (Wolfgang Amadeus Mozart — Lorenzo da Ponte)[205]
- Potrestaný prostopášník aneb Don Giovanni (Wolfgang Amadeus Mozart — Lorenzo da Ponte)[205]
- Figarova svatba (Wolfgang Amadeus Mozart — Lorenzo da Ponte)[206][207]
- Lazebník sevillský (Gioacchino Rossini — Cesare Sterbini)[208]
- Služka paní (Giovanni Pergolesi — Gennaro Antonio Federico)[201]
- Bastien a Bastienka (Wolfgang Amadeus Mozart — Friedrich Wilhelm Weiskern)[209][210][211]
- Rozbitý džbán (Viktor Ullmann – Viktor Ullmann)[212]
- Císař Atlantidy (Viktor Ullmann – Peter Kien)[213]

Muzikály
- Malované na skle[214]
- Romeo a Julie[215]

## Ohlasy

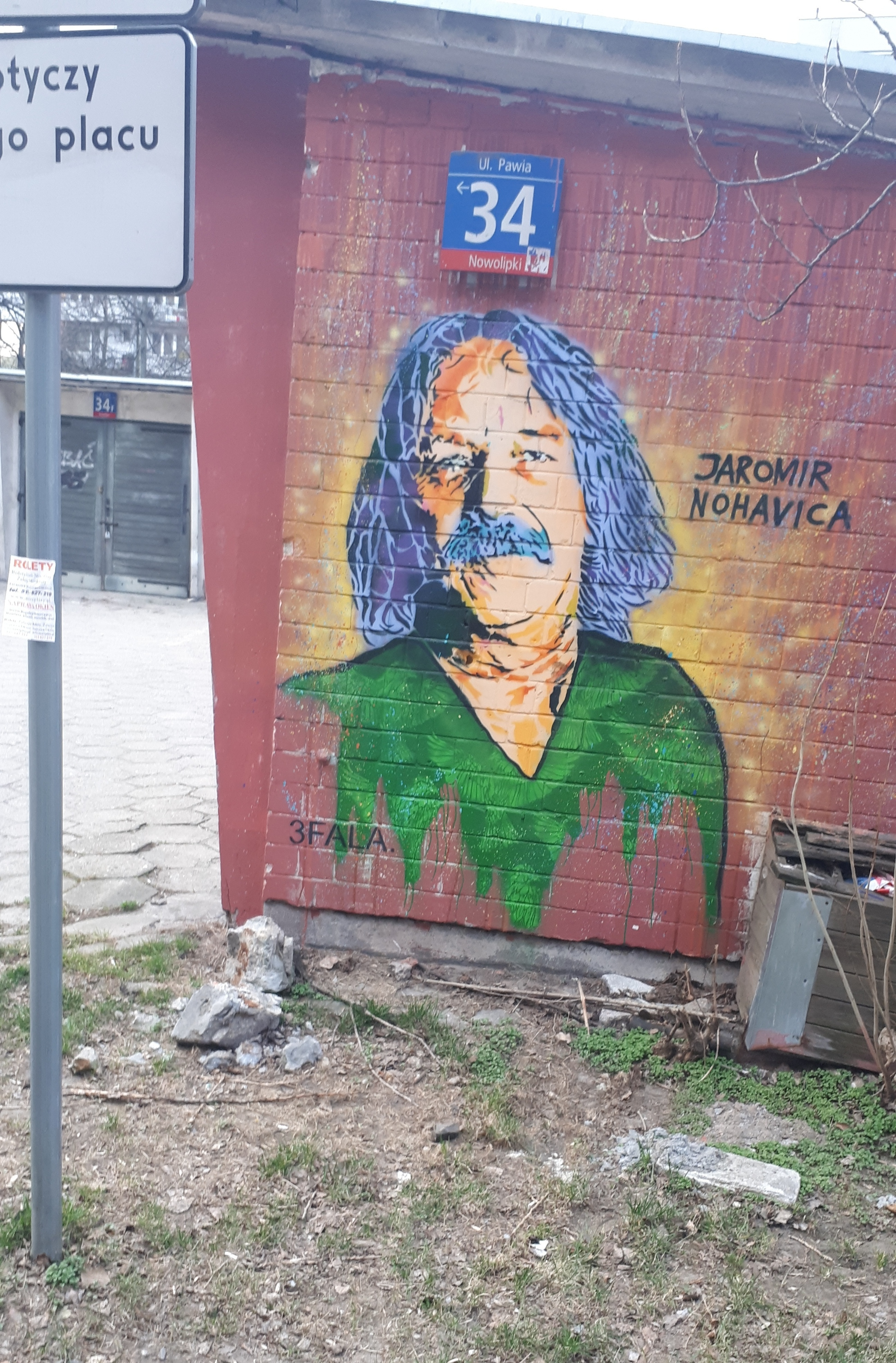
graffiti ve Varšavě

### Ankety, ocenění, nominace
Jako první český umělec obdržel roku 2011 italskou hudební cenu Premio Tenco. Ocitl se tím v sousedství osobností, které mu byly dříve či později inspirací, například Okudžava; Vysockij – Píseň pro V.V. (1987), Cohen – Danse macabre (1996). Cena se předává v San Remu – Pohlednice ze San Rema (13.11.2011) na albu Virtuálky 3.
- 1983 – divácká anketa Porty '83 o nejvýraznější osobnost[5][1]
- 1983 – 41. místo v anketě Zlatý slavík[5]
- 1984 – Osobnost Porty 84 (finále festivalu Porta 1984, Plzeň, za „nepřítomnost“)[220]
- 1987 – 7. místo v anketě Zlatý slavík[221]

- 1991 – Zlatá Porta (finále festivalu Porta 1991, Plzeň)[220]
- 1996 – Česká Gramy (album roku) za Divné století[222][223]
- 1997 – mistr republiky ve hře scrabble[224]
- 1997 – cena Hudební akademie (žánr folk)[225]
- 1998 – cena Akademie populární hudby (žánr folk)[225]
- 2000 – dvojitá platinová deska (Moje smutné srdce)[226][227]

- 2002 – Český lev (Čechomor, Jaromír Nohavica, Karel Holas; za nejlepší hudbu), Rok ďábla[120][119]
- 2003 – vítěz čtenářské ankety "Uši Rock&Popu" časopisu Rock & Pop[228]
- 2003 – cena Anděl (síň slávy)[229]
- 2003 – cena Anděl (deska roku dle prodejců, zpěvák) za album Babylon[229]
- 2005 – nominace v anketě „Největší Čech“ (49. místo)[230][231]
- 2006 – cena Divadelních novin (za překlad libreta Mozartovy opery Cosi fan tutte)[205][232]
- 2006 – 6. místo v anketě Český slavík[5]
- 2008 – Deska roku 2008 (zpěvák i vůbec) za album Ikarus[233][234][235]
- 2008 – Cena Boženy Němcové[236][237] od Akademie literatury české (za „vysokou básnickou úroveň alb Pražská pálená a Ikarus“)[238][237][239]
- 2009 – zlatá deska v Polsku: Świat według Nohavicy (2CD, 2008, polské překlady Nohavicových písní, řada polských interpretů)[240]
- 2009 – cena Anděl (nejprodávanější deska roku) za album V Lucerně[241][242]
- 2009 – 6. místo v anketě Český slavík[5]
- 2010 – cena Anděl (zpěvák dvacetiletí)[224]

- 2011 – italská hudební cena Premio Tenco („za autorské písně“)[216]
- 2012 – cena Anděl (nejprodávanější deska roku) za album Tak mě tu máš[243]
- 2013 – cena Ruské písničkářské asociace Zlatý odznak k 75. výročí narození Vladimíra Vysockého[244][245][246]
- 2013 – Diamant Trojky (polské radio) („za nádherné texty o kráse i útrapách života a lásky, které dojímají milující polské publikum“)[247][248][249]
- 2013 – platinová deska v Polsku: Kometa – The Best of Nohavica[250]
- 2017 – Krameriova cena („za nezávislou publicistiku ve verších“)[251][252]
- 2017 – medaile Za zásluhy  1. stupeň (2017) („za zásluhy o stát v oblasti umění“)[253][254][255]
- 2017 – Stříbrný lukostřelec („za rozvoj česko–ruských vztahů“)[254]
- 2018 – Puškinova medaile  (za „zásluhy o upevnění přátelství a spolupráce mezi národy“ a „sbližování a vzájemné obohacování národních kultur“)[256][257][258][259][260]
- 2019 – medaile J. Jungmanna (cena České asociace rusistů)[261]
- 2020 – nominace na cenu Anděl ve třech kategoriích: album, skladba a sólový interpret (Máma mi na krk dala klíč)[262]

- 2023 – anketa stanice Expres FM, album Divné století (1996) na 23. místě[263]

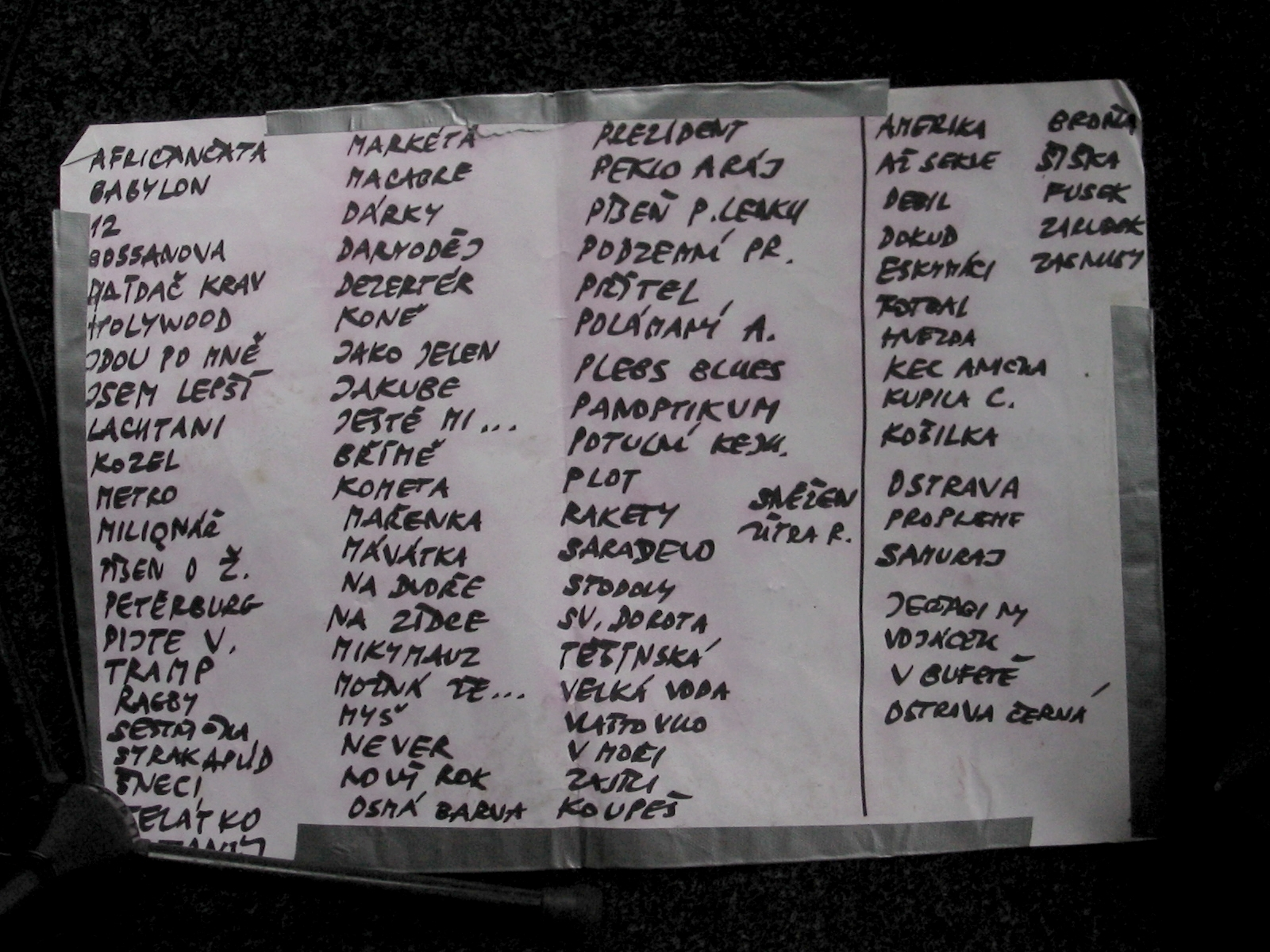
Nohavicův rukopis (2006)

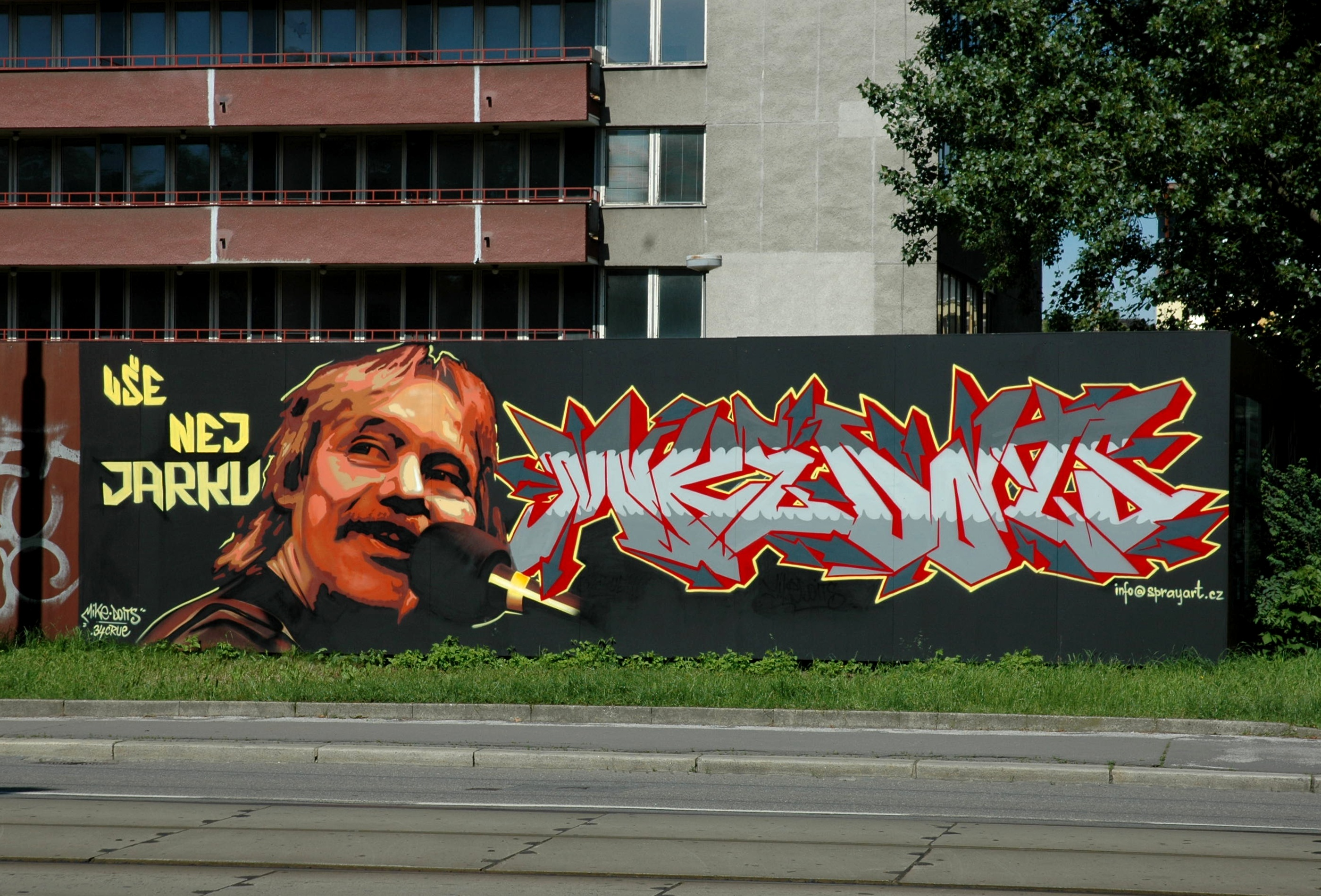
graffiti v Ostravě (2013)

### Odraz v kultuře
Astronomka Zdeňka Vávrová objevila na Kleti 19. srpna 1982 asteroid 1982 QG, který má od roku 1990 katalogové číslo (6539) a jméno Nohavica.
V kapitole Konášova románu Kronika malého světa (2004) vystupuje postava pojmenovaná Jarek Nohavica.
Jeden popěvek Vladimíra Veita s textem Jaroslava Hutky a druhý s textem Ireny N. (Tři agenti) se objevil v létě resp. na podzim roku 2007.
Nohavicovy písně v polských překladech v podání různých umělců
na dvojalbu Świat według Nohavicy byly vydány koncem listopadu 2008. O rok později získalo v Polsku toto album cover verzí status zlaté desky.
Kanaďan Mark Landry postupně překládal do angličtiny Nohavicovy texty, z nichž některé v překladu nazpíval. Vznikla tak kniha (+ 2 CD) Jarek Nohavica – Songbook (2009), která obsahuje 64 písní s melodiemi a akordovými značkami. O rok později vyšel druhý díl s dětskými písněmi, Jarek Nohavica – Songbook 2 for Kids.
Nohavicovu píseň Pane prezidente nazpívali Žamboši pod názvem Pane Nohavico (2012). Sebeironicky si v ní stěžují na úděl folkového písničkáře, kterému se těžko překračuje stín starých bardů.
V divadelní hře KRYL - Zmrdtvýchvstání zažít (Divadélko D21, od 16. června 2014 do 12. června 2023) použil Jiří Ondra zlomky Krylových a Nohavicových textů pro inscenovaný dialog mezi těmito bardy.
Marian Opania sestavil z polských překladů písní Leonarda Cohena a Jarka Nohavici dvojalbum Opania: Cohen/Nohavica (2015).
Kapela NaDen hrávala Nohavicovy písně. Například v Kraslicích s nimi podpořila prezentaci organizací Člověk v tísni o.p.s. a Nízkoprahové zařízení pro děti a mládež Aktiv Kraslice.
Choreograf Petr Zuska se rozloučil s pozicí uměleckého šéfa Baletu Národního divadla v Praze dílem Sólo pro nás dva. Taneční inscenace, volně navazující na předchozí Brel – Vysockij – Kryl / Sólo pro tři z roku 2007, je postavena na hudbě a textech Beaty Bocek a Jaromíra Nohavici. Balet měl premiéru 15. a 16. června 2017 na Nové scéně Národního Divadla v Praze.
V březnu 2018 uvedlo brněnské Divadlo Radost inscenaci Kabaret Nohavica: Barevné korálky na šňůrce v režii Vlastimila Pešky.
V divadelní adaptaci (2018) podle románu Boží mlýny (1919) od Jana Vrby bylo využito tucet Nohavicových písní.
Ke třicátému výročí 17. listopadu vyšlo album Steel Strings and Iron Curtains s deseti písničkami Karla Kryla a Jaromíra Nohavici přebásněnými do angličtiny Romanem Kostovskim, produkce alba v nakladetelství Plamen Press, hudební uskupení The Yehla Collective. Roman Kostovski považoval za klíčové zvolit písně, které se dají přirozeně zpívat v angličtině, z Nohavicových skladeb vybral The Comet, Magdalene, Sarajevo, The Wastrel, Petersburg.
Polské divadlo Teatr Rozrywki ve slezském Chořově uvedlo v roce 2021 hudební představení Piekło i Raj (Peklo a ráj). Scenárista a režisér Krzysztof Prus vybral a propojil jednadvacet Nohavicovych písní do uceleného příběhu. Představení mělo premiéru 29. května; osmá repríza se konala 7. listopadu 2021. Marta Odziomek citovala v  recenzi pro Gazeta Wyborcza Nohavicovo vyjádření vděčnosti: „Tvůrci postavili nádherný dům z cihliček mých písní.“
V roce 2021 vyšla kniha španělského spisovatele Ángela Estebana Obklopeni knihami v překladu Dominiky Černé. Kniha obsahuje životopisné medailony osobností, které strávily část svého života jako knihovníci. Za Českou republiku je uveden vedle Jiřího Mahena Jaromír Nohavica.
Na podzim 2022 napsal Marek Řezanka báseň Pro lásku boží. Text později zhudebnil Jozef Kupčík.
K autorovým 70. narozeninám aktualizoval biolog Richard Nádvorník text songu Halelujá.

### Nedoporučení, zákazy a rušení
Poprvé Nohavica vystoupil v sobotu 28. března 1982 na Folkovém kolotoči v Ostravě–Porubě, v té době ještě jako profesionální textař. Někdy poté absolvoval kvalifikační zkoušku a po (tehdy nezbytném, později nepředstavitelném) schválení programu vystoupení se stal profesionálním umělcem pod uměleckou agenturou Krajského kulturního střediska (KKS) v Ostravě.
Osmdesátá léta
- V červnu 1984 mu bylo pro „závažné nedostatky“ pozastaveno zprostředkování agenturou KKS do konce roku.[317] Zmíněny byly písně Halelujá,[318] „Metro“ (Písnička o moskevském metru Bulata Okudžavy)[319] a „Jak se tak zmenšujou byty a pokoje“ (Blues o malých bytech).[320] Veřejné vystupování mohl nadále realizovat na bázi zájmové umělecké činnosti (jako amatér).[317] Začal připravovat písně pro schvalování nového programu. Koncem léta, na festivalu Folková Lipnice 1984, s úsměvem na rtech uvedl v rozhovoru, že kvalifikaci má pořád, ale nemá schválený program, což znamená, že sice může dostat za vystoupení honorář, ale nemůže vystupovat.[321]
V prosinci téhož roku Severomoravský krajský národní výbor v Ostravě obor kultury nedoporučil agentuře KKS, aby zprostředkování koncertů obnovila.[317] Zde byla zmínka o dvou nových „závadných“ písních Cukrářská bossanova[322] a Píseň zhrzeného trampa;[323] píseň Krajina po bitvě[324] měla „nesprávný pacifistický přístup.“[317] V tutéž dobu, kdy byl Nohavica „deportován“ z Plzně[325] (Porta, červenec 1985, za závadnou označena i Bláznivá Markéta),[326] byl na portovním stánku nakladatelství Panton v prodeji jeho první „singl“ Cesty (5).[327][328]
Koncem roku se Nohavicovo jméno poprvé objevilo v jednom z exilových časopisů (Svědectví XIX/76).[329][330][331][332] Kromě zmínky v Tigridově úvodníku[333] a v článku Folkové rozjímaní[334] („brněnský“ autor podepsaný –gfm–, tedy „pražský“ Vladimír Hanzel)[335][336] bylo otištěno pět písní.[337] A výsledek se brzy dostavil, začátkem roku 1986 byl Nohavica předvolán k výslechu.
Období od jara 1984 do podzimu 1986 lemují dva dobové rozhovory v týdeníku Mladý svět.[338][339]
- Po schválení nového scénáře koncertů obnovila agentura KKS zprostředkování v říjnu 1986.[340] V archivu bezpečnostních složek je uložena „denní informace ze dne 12. března 1987.“ Tato informace se týká Nohavicova a Streichlova koncertu konaného 9. března v Sušici.[341] 2. dubna 1987, tedy po necelém půlroce, byla smlouva k zprostředkování KKS zrušena. Dubnové koncerty na Ostravsku byly zrušeny.[342] Na Folkové Lipnici 1987 zazpíval píseň To nechte být[343] věnovanou Václavu Havlovi,[344] který se tam ukázal o rok později.[345][346] Akce „Harta'89“ (folkový koncert ve Vrchlabí), která se měla konat 18. listopadu 1989, povolená na začátku října, byla začátkem listopadu „z úřední moci městského národního výboru zrušena.“[347]

2022
- V březnu 2022 polské město Katovice vypovědělo smlouvu o pronájmu sálu, kde se měl v dubnu konat Nohavicův koncert. Organizátoři uvedli, že v době ruské invaze na Ukrajinu si lze těžko představit, aby v Katovicích vystupoval hudebník známý svým blízkým vztahem s Vladimirem Putinem.[260] V Polsku Nohavicovi zrušili koncerty plánované na rok 2022 pořadatelé v pěti městech, kromě Katovic jsou to Krakov, Varšava, Gdaňsk a Toruň.[348]

- První jarní týden roku 2022 měl Nohavica na programu pět koncertů na východě republiky (21.–25. března); v Hodoníně, Uherském Brodě, Frenštátu pod Radhoštěm, Frýdlantu nad Ostravicí a Ostravě–Porubě (DK Akord, Tady to přes 40 lety začalo,[349] benefice pro Ukrajinu).[350] Namísto vyprodaného vystoupení v Uherském Brodě (542 vstupenek) se konal happening Nohavica – hlas pro demokracii.[351][352][353] Tentýž týden, v neděli 27. března, byl na pořadu Kulturního domu v Uherském Brodě komponovaný program písničkářů z Polska a Nizozemska nazvaný VIVAT KOMENSKÝ, KRYL, NOHAVICA;[354] Antoni Muracki (PL), alba Muracki zpívá Jaromíra Nohavicu (2015) a Muracki zpívá Kryla (2020); Johan Meijer (NL), album Komeet (2021) s písněmi Jarka Nohavici.[355][356] Nohavica pak přijel zahrát na Uherskobrodskou pouť[357] (Růžencovou pouť),[358] v sobotu 1. října 2022[359][360] (tamní setkání s Pokáčem bylo impulsem k duetu Vzpomínáš, co zpíval John).[361][362][363][364][365]

- Nohavicův koncert plánovaný na 6. 5. 2020 (přeložený na 27. 10. 2020, poté na 12. 5. 2021 a nakonec na 12. 5. 2022), který se měl konat ve Sportovní hale UP v Olomouci, byl v březnu 2022 přesunut do nového místa konání Sportcentrum DDM Prostějov.[366] Ke kontroverznímu kroku (otázka ohledně konání koncertu […] vzbuzovala rozdílné emoce)[367] přistoupilo vedení olomoucké univerzity, když jednostranně vypovědělo smlouvu o pronájmu sálu. V prohlášení UP[367][368] (8. 3. 2022) je uvedeno:
  - „Univerzita se jednoznačně vymezila proti válce na Ukrajině, …” (srv. Nohavica, 2. 3. 2022: „Ta válka je mi proti srsti“ a píseň Pánové nahoře);[369]
  - „…i proti jednání prezidenta Ruské federace“ (srv. Nohavica, 2. 3. 2022: „A mezi ty pány nahoře, ke kterým se obracím, patří i prezident Putin, s kterým opravdu nesouhlasím.“);[369]
  - „… ochrana hodnot, které univerzita ctí a ctít musí v souvislosti s tragédií na Ukrajině …“ (srv. Nohavica, 2. 3. 2022: Píseň po bitvě s textem problematickým již 22.12.1984;[317] píseň Rakety z listopadu 1983);[369]
  - „… postoje pana Nohavici, s nimiž se jako instituce neztotožňujeme… “ (!) – Pozdější prosbu o vysvětlení škola oslyšela.[370]

### Mediální kauzy
| „                                   | …nečetl noviny, prý jsou tam jen koniny… | “ |
| — Jaromír Nohavica, Halelujá (1983) |                                          |   |

Archivy Státní bezpečnosti
Informace o existenci tajné policie byla veřejná (Halelujá čili Velká zpověď, 1983). V tajných seznamech Státní bezpečnosti (StB) byly dva záznamy s Nohavicovým jménem, druh „sig. sv.“ (r.č. 26729, 10. 1. 1984) a druh „TS“ (r.č. 29320, 27. 8. 1986), tedy tzv. „tajný spolupracovník“. Po zveřejnění Cibulkových seznamů (1992) se Nohavica k věci vyjádřil v rozhovoru s Milošem Čermákem v čísle 53/1993 časopisu Reflex.
Další selektivní seznam s nepřesnou interpretací záznamu zveřejněnil Petr Cibulka v Necenzurovaných Novinách č. 04/2000, str. 56; v téže době měl „náhodně vybraný vzorek“ tria Pode Bal stejnou interpretaci. V pondělí 31. července 1989 měli Pepa Streichl a Jaromír Nohavica vystoupení ve Vídni. Nohavica dal 2. 8. 1989 klíče od svého bytu Krylovi; Z dojmů ze čtyřdenního pobytu za železnou oponou (od neděle do středy) napsal v září téhož roku Nohavica fejeton, který později zveřejnil v Archivu pod lupou na svých stránkách. Návštěvu Vídně („událost“) „vytěžil“ „kpt. Liberda J.“ z jiného „prověřeného“ „pramene“ po „schůzce” 4. 8. do „záznamu“ ze 7. 8., tedy týden předtím, než si 15. 8. pozval k výslechu „prověřovaného“ „pramene“ „TS Mirka“ (Nohavicu). „Záznam“ z tohoto druhého výslechu, jehož stupeň utajení byl zrušen 1. dubna 1999, je datován 21. 8. 1989. S odkazem na článek v Reflexu (1993) vložil v článku v Respektu (2006) redaktor Jaroslav Spurný do úst Nohavicovi slova, která neřekl, podobně jako to činil již dříve v „záznamech“ kapitán Liberda. Spatřiv poprvé Liberdovo dílo Nohavica pochopil, „jak hluboký a bezedný je močál naší minulosti.“ Značka –ob– si na iDNES.cz vyložila Spurného článek tak, že „přiznal spolupráci s StB,“ naproti tomu Nohavica uvedl: „Vynucené schůzky s STB pod pohrůžkou šikanování mé rodiny a výslechů nemocné matky, nepovažuji za spolupráci.“ Odborníci se tehdy shodli, že písničkář nepodal StB žádné informace, které by nevěděla, nebo které by kohokoli mohly poškodit. Další dvě kola mediálního zájmu (dle Houdy: "S lehkým srdcem by spousta lidí dokázala, a již mnohokrát to předvedla, Nohavicův příběh spolupráce se Státní bezpečností zřetězit do na první pohled nevyvratitelného a jednoznačného celku.") se odehrála o rok později (2007). Začátkem roku, na základě archivovaného agenturního záznamu 75091 (1. 3. 1989), se Robert Malecký v Lidových novinách o Nohavicovi domníval (10. 2. 2007), že někoho udal; přičemž autor (Liberda) zmíněného záznamu se později domníval (9. 12 2022), že nikdy nikoho neudal, takový nebyl, lidem neubližoval. A koncem roku (12. 11. 2007) byla do redakce iDNES.cz doručena píseň Vladimíra Veita a Jaroslava Hutky, což vyvolalo binární mediální kampaň Hutka vs. Nohavica polarizující společnost. Na tuto část kauzy časově navazuje vydání alba Ikarus (únor 2008), které bylo nahráno na osmi koncertech v Ostravě v lednu 2008. Mezi lety 1984 a 2022 poskytl Nohavica více než 66 rozhovorů. Media udržovala tuto kauzu další desetiletí, a to publikováním různých klišé 
či historek (jimiž jsou i mnohá v médiích autoritativně reprodukovaná fakta), např. Pavel Kohout mu přisuzoval autorství plánku svého vídeňského bytu (červenec 2013); Jan Burian si myslel, že udal své kamarády (říjen 2017); Mikuláš Kroupa měl nějaké doklady (říjen 2019); Jan Rejžek se domníval, že písničkářův otec byl „agent“ (září 2021); Ondřej Konrád považoval za problematické, že jmenoval nějaké konkrétní lidi (březen 2022); Ján Simkanič byl toho názoru, že na konci socialismu podal hlášení Státní bezpečnosti (listopad 2022); Johana Hovorková poukázala na míru jeho údajného udávání (rovněž listopad 2022). Podobné fámy kolovaly již od osmdesátých let.
Fotografie
Při náhodném setkání v ostravském Globusu udělal Tomio Okamura společnou fotku (25. července 2017).
Puškinova medaile
Prezidentem Ruské federace, který uděluje Puškinovu medaili, byl 4. listopadu 2018 Vladimír Putin.
Uherský Brod
Zastupitelé v Uherském Brodě přesunuli v prosinci roku 2021 jedenadvacet milionů korun do Sberbank (14.12.2021, 532/Z20/21); v souvislosti s uzavřením banky 25. února 2022 chtěli radní města učinit politické gesto: po utopení peněz v bance Ruské federace mělo gesto směřovat k prezidentovi Ruské federace (14.3.2022, kontroverzní doporučení na zrušení Nohavicova koncertu). Na základě tohoto doporučení radních Uherského Brodu rozhodl ředitel Domu kultury Radek Srnec o zrušení vyprodaného koncertu se slovy: „Kdybych koncert nezrušil, už bych nebyl ředitelem;“ po tomto zrušení (v České republice a v roce 2022 jediném) čelil ředitel ostré a rozsáhlé kritice.
Čtyřicet let na scéně
V Kulturním domě Poklad v Ostravě-Porubě, ke čtyřicátému výročí od prvního vystoupení (25. března 1982), se uskutečnil Nohavicův koncert (25. března 2022). Současně se jednalo o benefici, jejíž výtěžek zaslal pořadatel na pomoc Ukrajině. Nohavica přispěl již dříve (2. března 2022 prostřednictvím sbírky Člověka v tísni, dva dny poté zajistil ubytování), i později (například 5. května 2022 v Bílovci); výtěžek z porubského Nohavicova koncertu ale Člověk v tísni odmítl převzít. (Ač k tomu Šimon Pánek v pořadu „Ptám se já“ pro Seznam Zprávy uvedl, že sbírka „SOS Ukrajina Člověk v tísni“ je otevřená, takže odmítnutí daru (by) bylo nezákonné.)
V prosinci 2022 vzbudil zájem médií Nohavicův popěvek ironizující domnělou závislost českých postojů a veřejného mínění na těch amerických. Polemicky se k němu vyjádřil např. Jiří Peňás.
Diskuse v Příčovech
Mezi těmi, jejichž některé práce Nohavica přebásnil a příležitostně hraje, jsou i Leonard Cohen a Bob Dylan.
Oba dva též zmiňuje v krátké úsměvné písni Pohlednice ze San Rema / Do ráje chodí holky peklem (13.11.2011, Virtuálky 3).
První zmínka o Cohenovi v Nohavicových textech je z roku 1984 (Opuštěná); píseň Danse macabre (1996, Divné století) věnoval Leonardu Cohenovi.
Na setkání v Příčovech na Sedlčansku (17. srpna 2024) se zúčastnil diskusního panelu o propojenosti kultury a politiky.
Na úvod zahrál a capella sloku písně Divoké koně / Divocí koně
(1984, Cesty ) a po obnovení přerušené dodávky proudu Dokud se zpívá

(1984, Darmoděj ) pro navázání atmosféry.
K diskusním tématům se vyjádřil krátkými komentáři a třemi písněmi,
Každý už to ví
(Cohenova Everybody knows z alba I'm Your Man),
Narozen v malé zemi (2018)
a Penzión Česko
(24.08.2009, Virtuálky).
Petr Žantovský si o pár let dříve zkusil odpovědět na své otázky pomocí úryvků z Nohavicových písní.
| „                         | Všecko je bulvár. I prodavačka v samošce, i vysvědčení na základní škole, i heslo v encyklopedii. Život plyne úplně jinými cestami. | “ |
| — Jaromír Nohavica (2002) | |   |